# Alexander I của Scotland
Alexander I (Tiếng Gaelic Trung cổ: Alaxandair mac Maíl Coluim; Tiếng Gaelic hiện đại: Alasdair mac Mhaol Chaluim; khoảng 1078 – 23 tháng 4 năm 1124), sau này còn có biệt danh là Kẻ hung dữ, là Vua của Scotland từ năm 1107 cho đến khi ông qua đời. Ông kế vị anh trai mình, Vua Edgar, và sau này ngai vàng ông được truyền cho em trai ông là David. Ông đã kết hôn với Sybilla xứ Normandy, một đứa con gái ngoài giá thú của vua Henry I của Anh.

## Cuộc sống
Alexander là con trai thứ năm (một số nguồn nói là thứ tư) của Malcolm III và vợ Margaret xứ Wessex, cháu của Edward Người xưng tội. Alexander được đặt theo tên của Giáo hoàng Alexanđê II.
Ông là em trai của Vua Edgar, một vị vua chưa kết hôn, chưa có hậu duệ nhưng đã qua đời. Và ông được chọn làm người thừa kế của anh trai mình, được cho là vào năm 1104 (và có lẽ sớm hơn). Trong năm đó, ông là giáo dân cao cấp có mặt tại cuộc kiểm tra hài cốt của Thánh Cuthbert tại Durham trước khi họ được cải táng. Ông nắm giữ các vùng đất ở Scotland phía bắc Forth và ở Lothian.
Sau khi Edgar băng hà vào năm 1107, Alexander kế vị vương miện Scotland nhưng theo chỉ đạo của Edgar, em của họ là David đã được ban cho một quyền cai trị ở miền nam Scotland. Di chúc của Edgar đã ban cho David những vùng đất thuộc vương quốc Strathclyde hoặc Cumbria trước đây, và điều này rõ ràng đã được Edgar, Alexander, David và người anh em rể Henry I của họ đồng ý trước. Năm 1113, có lẽ do sự xúi giục của Henry và với sự hỗ trợ của các đồng minh Anh-Norman, David đã yêu cầu và nhận thêm các vùng đất ở Lothian dọc theo thượng Tweed và Teviot. David không nhận được danh hiệu vua, nhưng là "hoàng tử của người Cumbria", và các vùng đất của ông vẫn thuộc quyền cuối cùng của Alexander.